# Thân thần kinh thắt lưng-cùng
Thân thần kinh thắt lưng-cùng (tiếng Anh: lumbosacral trunk) là mô thần kinh kết nối đám rối thần kinh thắt lưng với đám rối thần kinh cùng.

## Cấu trúc
Thân thần kinh thắt lưng-cùng bao gồm toàn bộ các ngành trước của thần kinh sống thắt lưng V và một phần ngành trước của thần kinh sống thắt lưng IV; nằm ở trụ trong của cơ thắt lưng lớn và chạy xuống vành chậu hợp với thần kinh sống cùng I.
Ngành trước của thần kinh sống cùng III chia hành nhánh trên tham gia đám rối thần kinh thắt lưng và nhánh dưới tham gia vào đám rối thần kinh thẹn trong.

## Ảnh

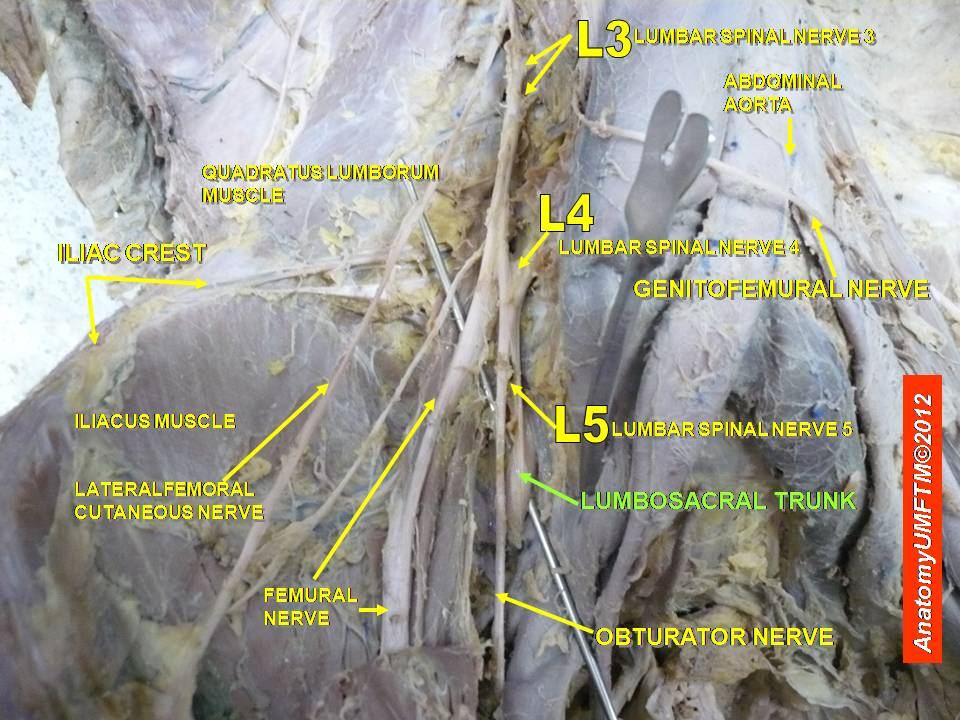
Thân thần kinh thắt lưng-cùng
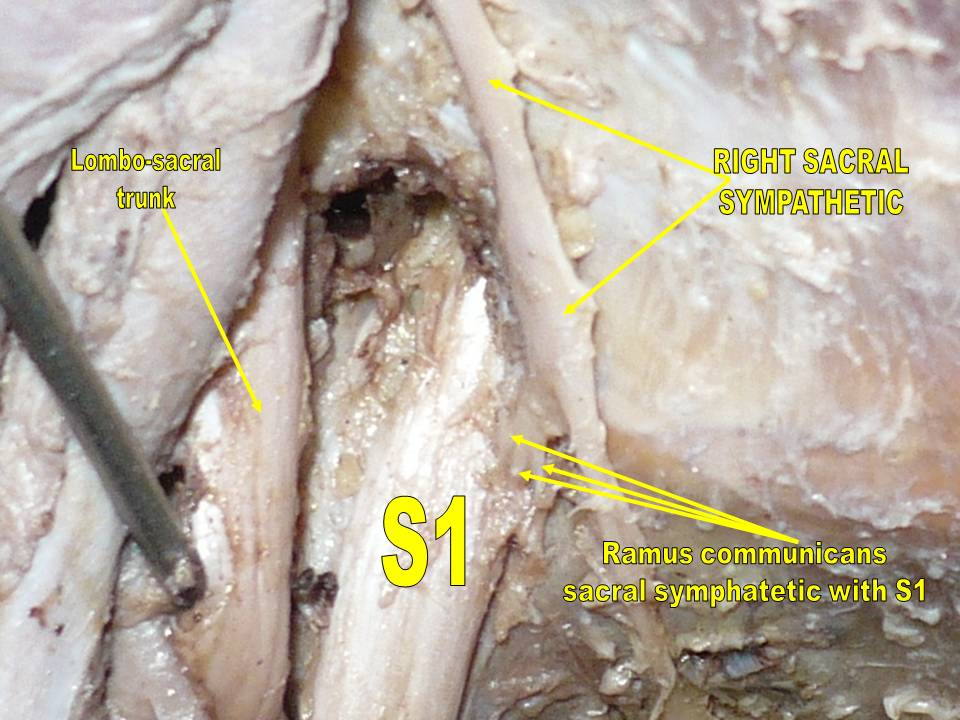
Thân giao cảm cùng của S1